# Arbnor Pajaziti
Arbnor Pajaziti (* 25. April 1961 in Peć, SFR Jugoslawien) ist ein albanisch-kosovarischer Maschinenbauingenieur und Hochschullehrer.

## Leben
Pajaziti studierte bis 1984 an der Fakultät für Maschinenbau der Universität Pristina. Es folgte ein Masterstudium an der Fakultät für Maschinenbau und Bauwesen der Universität Zagreb, das er 1990 mit einem Beitrag zur kinematischen Bewegungssynthese von Manipulationsrobotern abschloss. 1998 wurde er an der Fakultät für Maschinenbau der Technischen Universität Wien mit einer Arbeit zum Thema Application of neutral network computing controllers to multiple robotic systems promoviert. Seit 2010 ist er ordentlicher Professor an der Fakultät für Maschinenbau der Universität Pristina.
Pajaziti verfasste über 50 wissenschaftliche Publikationen im Bereich Informations- und Kommunikationstechnologie und war Mitautor von bisher sechs Lehrbüchern aus dem Bereich der Technik und zwei Universitätslehrbüchern. Er befasst sich vorwiegend mit dem Softwareeinsatz zur Lösung technischer und wirtschaftlicher Probleme und ist gerichtlich zugelassener Experte für die Prüfung von Bankensoftwaresystemen. 2012 erhielt er ein Fulbright-Stipendium. Er ist ferner stellvertretender Vorsitzender im Verwaltungsrat der Banka Ekonomike.